# Comuna Novosilkî-Hostînni, Sambir
Novosilkî-Hostînni (în ucraineană Новосілки-Гостинні) este o comună în raionul Sambir, regiunea Liov, Ucraina, formată din satele Dolobiv, Hlopciîți și Novosilkî-Hostînni (reședința).

## Demografie
Componența lingvistică a comunei Novosilkî-Hostînni
     Ucraineană (99,76%)
     Alte limbi (0,11%)
Conform recensământului din 2001, majoritatea populației comunei Novosilkî-Hostînni era vorbitoare de ucraineană (99,76%), existând în minoritate și vorbitori de alte limbi.